# Graniczna Placówka Kontrolna Pargowo
Graniczna Placówka Kontrolna Pargowo – pododdział Wojsk Ochrony Pogranicza pełniący służbę na przejściu granicznym.

## Formowanie i zmiany organizacyjne
W marcu 1953 sformowano Graniczną Placówkę Kontrolną Pargowo.
W 1956 rozformowano GPK Pargowo o stanie 41 wojskowych, a jego funkcje przekazano strażnicy WOP Kamieniec.

## Dowódcy placówki
- ppor. Alfred Michniewski - 1956[3]